# 吉村寛範
吉村 寛範（よしむら ひろのり、1948年2月3日 - ）は、日本の技術者、実業家。三菱マテリアル代表取締役副社長を経て、三菱アルミニウム代表取締役社長や、超硬工具協会理事長を務めた。全国発明表彰発明賞受賞。

## 人物・経歴
1971年横浜国立大学工学部金属工学科卒業、三菱金属鉱業（現三菱マテリアル）入社。切削工具用サーメットの発明により1990年度全国発明表彰発明賞受賞。2006年常務執行役員。2007年加工事業カンパニープレジデント。2008年常務取締役。2009年代表取締役副社長営業・マーケティング・CSR・物流資材・生産技術関係担当。2010年から三菱アルミニウム代表取締役社長を務めた。2013年三菱アルミニウム取締役相談役。元超硬工具協会理事長。